# Pseudocleitamia setigera
Pseudocleitamia setigera är en tvåvingeart som beskrevs av Malloch 1939. Pseudocleitamia setigera ingår i släktet Pseudocleitamia och familjen bredmunsflugor. Inga underarter finns listade i Catalogue of Life.